# De Dietrich Type R
Der De Dietrich Type R ist ein Rennwagen aus den 1900er Jahren. Hersteller war die Société de Dietrich et Cie de Lunéville in Frankreich.

## Beschreibung
Das einzige Baujahr war 1903. Ein Jahr später folgte der 80 CV.
Der Motor entstand nach einer Lizenz von Turcat-Méry. Er ist ein Vierzylinder-Reihenmotor mit automatischer Ventilsteuerung. Jeweils zwei Zylinder sind paarweise zusammengegossen. 155 mm Bohrung und 160 mm Hub ergeben 12.076 cm³ Hubraum. Der Motor war damals in Frankreich steuerlich mit 60 CV eingestuft.
Der Motor ist vorn längs im Fahrgestell eingebaut. Er treibt über Ketten die Hinterräder an. Die Bremse wirkt zeittypisch nur auf die Hinterachse.
Der Radstand beträgt 2615 mm.